# Neoxyphinus meurei
Neoxyphinus meurei – gatunek pająków z rodziny Oonopidae.

## Taksonomia
Gatunek ten opisany został po raz pierwszy w 2017 roku przez Níthomasa M. Feitosę i Alexandre Bragio Bonaldo na łamach „Zootaxa”. Jako lokalizację typową wskazano Central w brazylijskim stanie Bahia. Epitet gatunkowy pochodzi od portugalskiego meu rei, oznaczającego „mój królu”, kolokwialnego zwrotu używanego w owym stanie.

## Morfologia
Holotypowa samica ma 2,16 mm długości ciała. Karapaks jest jajowaty w zarysie, rowkowany, o lekko wyniesionej części głowowej i zaopatrzonej w dwie pary zmodyfikowanych kieszonek szczecinkowych części tułowiowej, pozbawiony ząbkowania na krawędziach bocznych i kolców na powierzchniach tylno-bocznych, zaopatrzony w powiększone kieszonki szczecinkowe w częściach tylno-bocznych. Jego ubarwienie jest pomarańczowobrązowe. Wysoki nadustek ma lekko obrzeżoną, prostą w widoku przednim krawędź. Kolor szczękoczułków, szczęki i wargi dolnej jest pomarańczowobrązowy. Pomarańczowobrązowe, tak długie jak szerokie sternum jest gładkie i pozbawione dołków. Odnóża są pomarańczowobrązowe. Łącznik jest rurkowaty i przeciętnie długi. Opistosoma (odwłok) ma pomarańczowobrązowe, siateczkowane, w przedniej części pozbawione ząbków skutum grzbietowe oraz bladopomarańczowe skutum epigastryczne i postepigastryczne.
Genitalia samicy cechują się brakiem kieszonek w bruździe między przetchlinkami tylnymi oraz płytką płciową o szerokim przedsionku.

## Rozprzestrzenienie
Pająk neotropikalny, endemiczny dla Brazylii, znany ze stanów Bahia i Mato Grosso. 